# Голгофа (фильм, 2014)
«Голго́фа» (англ. Calvary) — ирландско-британская чёрная трагикомедия (комедия-драма) 2014 года кинорежиссёра и сценариста Джона Майкла Макдонаха, вторая часть его так называемой «Трилогии о самоубийстве» (Glorified Suicide Trilogy). Фильм повествует о сельском католическом священнике, которому прихожанин в исповедальне сказал, что убьёт его через неделю. Главную роль исполнил Брендан Глисон, также в фильме снялись Крис О’Дауд, Келли Райлли, Эйдан Гиллен, Дилан Моран, Исаак де Банколе и другие.
Производство фильма началось в конце 2009 года, съёмки — в конце 2012. Оператором выступил Ларри Смит. Музыка к фильму (Calvary: Original Motion Picture Soundtrack) написана композитором Патриком Кэссиди. Премьера кинокартины состоялась 19 января 2014 года, а широкий прокат стартовал с апреля в Европе и Австралии, а с мая — в странах Содружества Независимых Государств. Теглайн фильма: «Убить священника в воскресенье — хорошая идея» (Killing a priest on a Sunday. That'll be a good one).
Фильм собрал более 16 миллионов долларов в мировом прокате, был хорошо принят критиками и зрителями, включён в различные списки лучших фильмов, удостоен множества наград и номинаций. Брендан Глисон получил Премию британского независимого кино за лучшую мужскую роль.

## Сюжет
|                                       | Do not despair; one of the thieves was saved. Do not presume; one of the thieves was damned. |  | Не отчаивайся, один из разбойников был спасен. Не обольщайся, один из разбойников был проклят. |  |
| Блаженный Августин (эпиграф к фильму) |                                                                                              |  |                                                                                                |  |

В тёмной исповедальне незримый прихожанин сообщает отцу Джеймсу — католическому священнику в провинциальном ирландском городке, что с семилетнего возраста на протяжении пяти лет подвергался сексуальному насилию в детстве со стороны ныне уже умершего священнослужителя. Прихожанин делится с Джеймсом своими размышлениями о том, что на гибель плохого священника никто и не обратит внимания, тогда как убийство хорошего может заставить общество задуматься. С этими словами он даёт святому отцу неделю на то, чтобы привести в порядок дела, после чего Джеймс будет убит на пляже в следующее воскресенье.
Первое воскресенье. Джеймс служит мессу и совершает причащение прихожан, затем беседует с алтарным служкой Майклом. Потом с коллегой отцом Лири обсуждает Веро́нику Бреннан и как пастор обещает поговорить с ней и её мужем Джеком, которому она изменяет с негром из Кот-д’Ивуара Саймоном. Придя домой вечером, Джеймс здоровается со своим псом Бруно.
Понедельник. Однако вместо того, чтобы начинать готовиться к смерти или, по намёку епископа, обратиться в полицию, в отпущенный срок священник продолжает заниматься обычными повседневными делами. Он старается изменить жизнь своей паствы к лучшему, несмотря даже на то, что узнал своего будущего убийцу среди прихожан по голосу.
Приехавшая дочь Джеймса, Фиона, предпринимала попытки суицида, почувствовав себя брошенной после того, как мать умерла, а отец стал священником. Вместе с Бруно они приезжают на машине Джеймса к бару Брендана Линча, где Фиона знакомится с Майло и врачом Фрэнком. После встречи с дочкой Джеймс, как и обещал, поочерёдно навещает Веронику у её дома, Джека в его мясной лавке и Саймона в автомастерской. Затем Джеймс на лодке навещает пожилого писателя, подумывающего о самоубийстве из пистолета Walther PPK из-за старческого упадка, после чего Джеймс получает револьвер «Webley» в гостях у инспектора Стентона.
Вторник. Джеймс и Фиона знакомятся с миллионером Майклом Фицджеральдом, семья которого покинула его, из-за чего он чувствует себя оторванным от реальности и лишённым смысла жизни.
В больнице после автомобильной аварии Джеймс завершает церемонию отпевания французского водителя и утешает овдовевшую Терезу — женщину, которая стоически принимает судьбу мужа, веря в то, что гибель человека поистине несправедлива, только если он никогда не знал настоящей любви.
Среда. Далее Джеймс навещает в тюрьме Фредди Джойса — убийцу-каннибала, который просит прощения, но не может вспомнить, где похоронена конкретная его жертва, за что священник обвиняет его в неискренности и добавляет, что если Бог не смог понять Фредди, то никто не сможет. Ночью Джеймс становится свидетелем того, как в результате поджога сгорела его церковь.
Четверг. После этого между Джеймсом и Фионой происходит «откровение третьего акта», и отец говорит ей, что никогда не оставит её, по крайней мере, духовно, на что она отвечает взаимностью. Потом Джеймс находит своего пса с перерезанным горлом и, плача, хоронит его.
Пятница. Джеймс скрыл случившееся от Фионы, которая утром уезжает. Гуляя по просёлочной дороге, Джеймс невинно болтает с девочкой, пока не подъезжает её отец, который хватает дочь в машину и грубит Джеймсу. В пабе Фрэнк рассказывает Джеймсу историю о слепоглухонемом и парализованном ребёнке, который стал таким после неудачной анестезии, и рассуждает о невыразимом ужасе такой сенсорной изоляции. Джеймс, разозлившись, напивается, спорит с трактирщиком Бренданом Линчем и опустошает обойму револьвера в сторону бутылок, после чего Линч берёт бейсбольную биту. Побитый священник восстанавливается от ударов у себя дома. Джеймс яростно ругает отца Лири.
Суббота. Лири, обидевшись, уезжает. Джеймс решает улететь в Дублин, но возвращается, встретив в аэропорту Терезу и увидев гроб её мужа, который женщина хочет увезти в Рим к родным.
Роковое воскресенье. Направляясь на пляж в назначенный день утром, Джеймс разговаривает с пожилым писателем, затем с Фионой по телефону, говоря ей, что о грехе рассуждают слишком много, а о добродетели, напротив, недостаточно. На вопрос о том, что он считает главной добродетелью, отец говорит о важности прощения, после чего они прощают друг друга. После того как Джеймс выбрасывает револьвер в море, подходит огорчённый Майкл, и Джеймс обещает вскоре навестить его.
Позже алтарный служка Майкл, рисующий морской пейзаж в верхней части пляжа, становится свидетелем встречи Джеймса и Джека Бреннана, идущего навстречу священнику. Джек признаётся в избиении жены Вероники и поджоге, но отрицает убийство собаки. Узнав, что Джеймс оплакивал свою собаку, Джек спрашивает его, плакал ли он так же от новостей о невинных детях — жертвах насилия со стороны священников. Джеймс отвечает, что нет, так как чувствует себя отстраненным от этих историй («как когда читаешь о чём-то в газете»). После этого Джек стреляет в бок Джеймсу, и тот падает. Служка направляется к раненому, но Джеймс кричит ему, чтобы тот бежал прочь, и мальчик убегает за Стентоном. Затем Джек велит Джеймсу читать молитвы, но священник говорит, что уже сделал это. Джеймс пытается отговорить Джека от убийства, но тот подносит оружие к голове священника и делает выстрел.
После этого в качестве эпилога показываются персонажи фильма, изменившиеся благодаря Джеймсу за минувшую неделю. В последней сцене перед титрами Фиона навещает Джека в тюрьме, чтобы поговорить по телефону через стекло, оба берут трубки. Во время титров показываются семь локаций — те, в которых Фиона и Джеймс были вместе.

## Актёры и персонажи
| Актёр            | Роль                |
| ---------------- | ------------------- |
| Брендан Глисон   | отец Джеймс Лавелль |
| Крис О’Дауд      | Джек Бреннан        |
| Келли Райлли     | Фиона Лавелль       |
| Эйдан Гиллен     | доктор Фрэнк Харт   |
| Дилан Моран      | Майкл Фитцжеральд   |
| Исаак де Банколе | Саймон              |
| Майкл Эммет Уолш | писатель            |
| Мари-Жозе Кроз   | Тереза              |
| Донал Глисон     | Фредди Джойс        |
| Дэвид Уилмот     | отец Лири           |

| Актёр                                   | Роль                      |
| --------------------------------------- | ------------------------- |
| Пэт Шорт                                | Брендан Линч              |
| Гари Лайдон (англ. Gary Lydon)          | инспектор Стентон         |
| Киллиан Скотт                           | Майло Херли               |
| Орла О’Рурк                             | Вероника Бреннан          |
| Оуэн Шарп (англ. Owen Sharp)            | Лео                       |
| Дэвид Максэвидж                         | епископ Гаррет Монтгомери |
| Майкл Ог Лэйн (англ. Michael Og Lane)   | Майкл                     |
| Марк О’Халлоран (англ. Mark O'Halloran) | офицер полиции            |
| Деклан Конлон (англ. Declan Conlon)     | отец                      |
| Анабель Суини (англ. Anabel Sweeney)    | девочка                   |

Макдонах говорил, что в его фильмах всегда присутствуют эрудированные персонажи: «Я редко создаю персонажей, которые неинтеллигентны или которым нечего сказать. И все они возвышенные персонажи, "Голгофа" — это не натуралистический фильм, и это не те люди, которых встретишь в маленьком городке в Слайго». Татьяна Алёшичева описала галерею персонажей как «настоящий паноптикум из удивительных, странных, эксцентричных, но в то же время узнаваемых человеческих типов».

### Джеймс Лавелль
Отец Джеймс Лавелль — благонамеренный сельский католический священник, знающий поголовно свою паству. Его характеру свойственно ирландское национальное упрямство. Перед встречей с потенциальным убийцей выбросил пистолет, надеясь спасти собственную жизнь лишь благодаря любви и смирению, и тем самым демонстрируя пацифизм. Исполнитель роли отмечал, что считает отца Джеймса не антигероем, а «настоящим героем, что необычно сегодня». Его главный подвиг, по мнению киноведа Лидии Масловой, — «не относиться к людям как к мясу, хотя всё к этому подталкивает».
Каждый пытается сломать его, надеясь, что он не сломается. Пытаются сломить его дух, заставить признать, что нет ни веры, ни надежды, ни вечности. Это одновременно и их цель, и их величайший страх. Для меня это была одна из самых напряженных актёрских работ.Брендан Глисон

### Другие персонажи
Джек Бреннан — мясник. По собственному признанию, подвергался многолетнему сексуальному насилию в детстве со стороны священника. Возможно, сам теперь практикует физическое домашнее насилие над неверной женой — «местной Магдалиной» Вероникой Бреннан, либо же видимые травмы могли быть нанесены её наглым красавцем-любовником — гастарбайтером-автомехаником Саймоном.
Фиона Лавелль — дочь Джеймса, пытавшаяся покончить с собой.
Доктор Фрэнк Харт — циничный богохульный хирург.
Майкл Фитцжеральд — пародия на уставшего от жизни депрессивного аристократа, потерявшего ценности.
Тереза — миловидная француженка, овдовевшая, но смиренная.
Отец Лири — священник-неврастеник, зависимый от амфетаминов; «малахольный попик», по выражению Масловой.
Полицейский инспектор Стентон — гей, у которого есть карикатурно-развязный сожитель, Лео.
Майкл — веснушчатый мальчик, пишущий пейзажи на морском берегу.

## Создание фильма

### Разработка
Мы сидели в пабе, и я сказал: с этими скандалами снимут много фильмов про плохих священников-педофилов. Чего, кстати, на самом деле не случилось. И мы подумали: а почему бы не снять фильм про хорошего священника?Джон Майкл Макдонах
Идея снять фильм появилась у Джона Майкла Макдонаха в конце 2009 года во время завершения съёмок его дебютной полнометражной ленты «Однажды в Ирландии» (оригинальное название — The Guard — «страж»), главную роль в которой исполнил Брендан Глисон, на фоне череды новостей о католических священниках, насиловавших малолетних мальчиков. В то время режиссёр и начал писать сценарий о добропорядочном священнике, измученном своей паствой, причём позже Макдонах отмечал, что это не религиозный фильм (сам Макдонах в детстве ходил на мессу каждую неделю со своими родителями, пока ему не исполнилось 14 лет). Основу сценария составили пять стадий принятия смерти Кюблер-Росс (отрицание, гнев, торг, депрессия, принятие) вкупе с детективной линией. Трагикомедийный тон фильма Макдонах, большой поклонник фильмов братьев Коэн, объяснил тем, что «в жизни смешиваются комедия и трагедия».
PDF-файл сценария фильма был опубликован на платформе Medium в ноябре 2014 года перед так называемым «сезоном наград».
В творческом плане между братьями Макдонахами прослеживается «диалог». В фильме Мартина 2008 года «Залечь на дно в Брюгге» главные герои, киллеры Рэй и Кен (последний был сыгран Бренданом Глисоном), расстреляли священника прямо в исповедальне. В фильме Джона получивший угрозу убийством отец Джеймс читает газету «The Sunday Times» с заголовок «Two hitmen hunted over Dublin murders» (рус. «Двое киллеров из Дублина найдены мёртвыми»). Мартин в своём фильме 2017 года «Три билборда на границе Эббинга, Миссури» сделал отсылки как к своим прошлым лентам, так и к «Голгофе» брата. Так, например, билборды главной героини Милдред Хейз горят подобно церкви Джеймса, на которого походит эпизодический персонаж Ника Сирси отец Монтгомери, обвиняемый в соучастии в сексуальном насилии над детьми со стороны священников.

### Подготовка к съёмкам
Вскоре после мировой премьеры «Однажды в Ирландии» стало известно, что главную роль в новой постановке Макдонаха вновь сыграет Брендан Глисон (известный по роли Аластора Грюма в киносерии о Гарри Поттере). Актёр прежде преподавал в католической школе. В начальный актёрский состав предстоящего фильма вошли Крис О’Дауд, Келли Райлли и Эйдан Гиллен, впоследствии к ним присоединились Исаак де Банколе, Дилан Моран, Мари-Жозе Кроз и другие. Джон Майкл выразил своё восхищение от подбора актёров в таких словах: «С огромным возбуждением, граничащим с тумесценцией, я жду ещё одной коллаборации с величайшим ирландским актёром Бренданом Глисоном, и работы с лучшим актёрским составом из когда-либо собранных за историю ирландского кинематографа».
Одним из ведущих продюсеров фильма выступил Джеймс Флинн из компании Octagon Films. Наряду с ним вернулись продюсеры из Reprisal Films, работавшие над The Guard, — Флора Фернандес-Маренго и Крис Кларк. Последний в интервью для IFTN поделился своими впечатлениями: «"The Guard" был для нас большим опытом, и это просто фантастика — вернуться для "Calvary". Джон Майкл Макдонах написал ещё один блестящий сценарий и у нас есть отличный актёрский состав, наряду с незаурядной съёмочной группой». Место за кинокамерой занял оператор The Guard Ларри Смит. Руководство над постановкой взял на себя сам Макдонах. Международными продажами фильма занималась компания Protagonist Pictures.

### Съёмки
Съёмочный процесс стартовал 24 сентября 2012 года на родине матери режиссёра (для которой просмотр фильма в итоге оказался мучительным) — в городе Слайго (графство Слайго), на северо-западе Ирландии, в том числе у горы Бен-Балбен. Также съёмки проходили в Дублине. Весь фильм был снят за 5 недель.
- Места съёмок фильма
- Замок в деревне Иски, Слайго
- Река Гаравог, Слайго
- Мост Сэмюэла Беккета, Дублин
- Аэропорт Слайго
- Центр города Слайго

### Постпродакшн
Дизайнерами вступительных и заключительных титров фильма выступили руководители «The Morrison Studio» Дин Уэйрс и Ричард Моррисон. Для «Голгофы» они использовали аккуратные классические заголовки, стилизованные под современные, и лишь само название фильма приукрасили, добавив крест. Макдонах поблагодарил их за работу: «Спасибо вашей команде за все ваши хорошие работы, это прекрасные титры». Впоследствии они оформили титры и следующего фильма режиссёра — «Война против всех» (2016).

### Музыка
| Рейтинги | Рейтинги                                                                           |
| Издание  | Оценка                                                                             |
| -------- | ---------------------------------------------------------------------------------- |
| Allmusic | 4 из 5 звёзд · 4 из 5 звёзд · 4 из 5 звёзд · 4 из 5 звёзд · 4 из 5 звёзд           |
| F.M.M.   | 4,5 из 5 звёзд · 4,5 из 5 звёзд · 4,5 из 5 звёзд · 4,5 из 5 звёзд · 4,5 из 5 звёзд |

Музыка для фильма была написана композитором Патриком Кэссиди и спродюсирована его братом Фрэнком Кэссиди. 26 февраля 2013 года началась студийная запись в исполнении Концертного оркестра радио и телевидения Ирландии. Впоследствии Патрик говорил: «"Голгофа" была просто одним из тех фильмов, где всё складывалось хорошо. <...> Была отличная атмосфера на протяжении всего постпродакшна».
При том, что Джону Майклу Макдонаху само наличие музыки в фильме не столь важно для наслаждения от просмотра и он может спокойно смотреть, например, фильмы Михаэля Ханеке, режиссёр всё же понимает, что музыка помогает большинству зрителей эмоционально соединяться с фильмом, поэтому Макдонах использовал партитуры Патрика Кэссиди, но довольно экономно и в очень конкретные моменты. Также Джон Майкл назвал Патрика идеальным композитором для совместной работы, а сочинённую им музыку для фильма — эмоциональной и трогательной.
Саундтрек в результате получил хорошие отзывы и оценки на сайтах Allmusic, Soundtrack Geek, Film.Music.Media, MOVIE MUSIC UK, Score Cues и PopOptiq.
В декабре 2014 года было объявлено, что саундтрек попал в лонг-лист из 114 претендентов на номинацию 87-й премии «Оскар» за лучший саундтрек, но в итоге не был среди номинантов.

## Релиз
Первый официальный трейлер вышел 10 декабря 2013 года на Ютуб-канале «Movieclips Trailers». Официальный британский трейлер был представлен на следующий день. Из-за успеха прошлого фильма Макдонаха заранее был особенный интерес к «Голгофе» со стороны СМИ. Русскоязычный трейлер вышел 12 февраля 2014 года, украинский — 14 февраля.

### Премьеры на кинофестивалях
10 декабря 2013 года было анонсировано, что на кинофестивале «Сандэнс» будут представлены сразу 2 полнометражных ирландских фильма: «Голгофа» и «Фрэнк» (оба фильма — чёрные комедии, снимавшиеся в Дублине, и в обоих играет Донал Глисон). Главный исполнительный директор агентства Irish Film Board, Джеймс Хики, назвал новость о выборе этих двух фильмов — хорошей для индустрии: «Это очень позитивное начало 2014 года для индустрии и большое заявление Ирландии на международном уровне». Ещё одним ирландским фильмом, вошедшим в программу, стал документальный короткий метр «Последние дни Петера Бергмана». Премьерный показ «Голгофы» состоялся вечером 19 января 2014 года в рамках программы «Премьеры» 30-го американского кинофестиваля независимого кино «Сандэнс» в Парк-Сити, после чего права на прокат фильма купила компания Fox Searchlight.
О европейской премьере было объявлено ещё 19 декабря 2013 года: картина была включена в программу «Panaroma Special» 64-го Берлинского кинофестиваля, где была показана 9 февраля и в результате получила приз независимого (экуменического) жюри.
17 декабря 2013 года было объявлено о премьере фильма в Ирландии — «Голгофа» была выбрана фильмом открытия 12-го Дублинского международного кинофестиваля Jameson, назначенного на 13 февраля в кинотеатре «Savoy Cinema». Директор фестиваля Грайнне Хамфрис (Gráinne Humphreys) прокомментировала данный выбор: «2014-й будет урожайным годом для ирландского кинематографа — с невероятным составом новых полнометражных игровых и документальных фильмов от новых и от признанных имён. В качестве открытия вечерней презентации, захватывающая "Голгофа" Джона Майкла Макдонаха будет действовать как громкий призыв к фестивалю и к ирландскому кино».
26 февраля лента была показана на Международном кинофестивале в Глазго как «фильм-сюрприз». В России премьера «Голгофы» состоялась 12 марта в день открытия седьмого Московского фестиваля ирландского кино, являющегося частью «Недели Ирландии». 20 марта фильм был показан на Международном кинофестивале в Вильнюсе. 3 апреля — на кинофестивале «Titanic International Filmpresence» в Венгрии. 5 мая было объявлено о включении «Голгофы» в программу из двенадцати фильмов о мести под названием «Око за око» (рум. Ochi pentru Ochi) на 13-м румынском Международном кинофестивале в Трансильвании, который продлился с 30 мая по 8 июня.

### Прокат и кассовые сборы
По данным сайтов Box Office Mojo и The Numbers фильм собрал 16 887 741 доллар в мировом прокате, из них 13 287 735 не в США и Канаде. Является самым кассовым ирландским фильмом 2014 года, сделав также самый успешный за год старт в Ирландии в первый уик-енд. Чёрная комедия занимает пятое место в своём жанре по кассовым сборам в США и Канаде за 2014 год, а также занимает 44-е место в списке самых кассовых чёрных комедий в мире по состоянию на 2019 год.
В Великобритании фильм получил рейтинг 15 certificate (Для лиц от 15 лет) Британского совета по классификации фильмов, премьера состоялась 11 апреля. Итоговые сборы превысили 4,8 млн долларов.
В Австралии фильм получил рейтинг MA15+ (только в сопровождении Взрослых) Австралийской аттестационной комиссии, премьера состоялась 17 апреля. Итоговые сборы превысили 2,2 млн долларов.
В кинотеатрах России премьера «Голгофы» состоялась 17 апреля, перед Пасхой. Дистрибьютор, как и у прошлого фильма Макдонаха, — Premium Film. Возрастной рейтинг МКРФ — 16+. Согласно «Бюллетеню кинопрокатчика», фильм посмотрели 24 240 человек, кассовые сборы составили 6 489 412 руб (или $179 862), из них 1 243 209 руб в первый уик-энд (с четверга по воскресенье, за счёт всего 23 копий) и 1 191 598 руб во второй.
В кинотеатрах Украины прокат начался 1 мая, дистрибьютором выступила компания Артхаус Трафік.
Дистрибьютором фильма в США выступила компания Fox Searchlight. Рейтинг MPAA — R (лицам до 17 лет обязательно присутствие взрослого) по причине наличия сексуальных сцен, непристойной лексики, некоторого насилия и употребления наркотиков. Ограниченный (всего в четырёх кинотеатрах) прокат начался 1 августа, широкий прокат вскоре насчитывал до 322 кинотеатров. Сборы за 11 недель проката составили $3 600 006, за счёт чего картина занимает 31-е место в списке самых кассовых ирландских фильмов на территории США. В рамках продвижения «Голгофы» Макдонах и Глисон побывали на радио-программе The Bob Edwards Show, где ведущий Боб Эдвардс спросил гостей, есть ли среди их знакомых кто-нибудь, кто подвергался насилию со стороны священников в детстве, на что Глисон ответил, что однажды в начальной школе сам почувствовал это на себе.
В Германии фильм вышел под названием Am Sonntag bist du tot (рус. В воскресенье ты умрёшь) с рейтингом 16+.
| Страна               | Возрастной рейтинг | Начало кинопроката | Первый уик-энд, $ | Итоговые сборы, $           |
| -------------------- | ------------------ | ------------------ | ----------------- | --------------------------- |
| Австралия            | MA15+              | 17 апреля          | 342 933—342 967   | 2 259 888 — 2 273 540       |
| Австрия              |                    | 28 ноября          | 12 693            | 43 608                      |
| Аргентина            | 16                 | 11 декабря         |                   |                             |
| Бельгия              |                    | 1 октября          | 9 829             | 21 079                      |
| Великобритания       | 15 certificate     | 11 апреля          | 956 273           | 4 891 035                   |
| Германия             | 16+                | 23 октября         | 231 569           | 860 000                     |
| Дания                | 15 (DVD)           |                    |                   |                             |
| Ирландия             | 15A                | 11 апреля          |                   |                             |
| Испания              | 16 (ICAA)          | 6 марта 2015       | 85 860            | 587 682                     |
| Италия               | VM14               | 14 мая 2015        |                   | 32 928                      |
| Канада               | 14A                | 8 августа          |                   |                             |
| Литва                | N-13               |                    |                   |                             |
| Нидерланды           | 16                 | 14 сентября        |                   |                             |
| Новая Зеландия       | R13                | 3 июля             | 60 484 — 60 505   | 353 528—466 212             |
| Норвегия             | 15 (DVD)           | 25 декабря         | 7 742—8 058       | 7 742—8 058                 |
| Россия               | 16+                | 17 апреля          | 34 457            | 179 862                     |
| Сингапур             | NC16               |                    |                   |                             |
| США                  | R (17+)            | 1 августа          | 74 149            | 3 600 006 (440 637 билетов) |
| Китайская Республика | R-18               |                    |                   |                             |
| Украина              |                    | 1 мая              |                   |                             |
| Финляндия            | K-16 (DVD)         |                    |                   |                             |
| Франция              | Tous publics       | 26 ноября          | 67 090—67 536     | 67 090—67 536               |
| Чили                 | 14                 | 4 декабря          |                   |                             |
| Швейцария            | 16                 |                    |                   |                             |
| Швеция               | 15+                | 27 февраля 2015    |                   |                             |
| ЮАР                  |                    | 12 сентября        |                   |                             |
| Республика Корея     | 18                 |                    |                   |                             |

### Домашние издания
В России «Голгофа» была выпущена на Blu-ray компанией CP Digital 26 июня 2014 года.
8 августа фильм вышел на DVD в Ирландии.
25 июня 2014 года было объявлено, что британская компания-дистрибьютор Entertainment One выпустит «Голгофу» на Blu-ray 11 августа, включив в издание несколько интервью. Диск был выпущен в регионе B 11 августа с поддержкой только английского языка и включил в себя 17 интервью общей продолжительностью 47 минут.
Австралийский дистрибьютор Transmission Films выпустил Blu-ray 5 ноября 2014 года.
16 октября компанией Fox Home Entertainment было объявлено о выходе Blu-ray 9 декабря. Выход в регионе A изданий DVD и Blu-ray состоялся 9 декабря 2014 года. В Blu-ray-издание, снабжённое технологией UltraViolet, включены три короткометражных ролика: «The Role Of A Good Priest» («Роль хорошего священника»), «A Father & His Daughter» («Отец и его дочь»), «A Matter Of Faith» («Вопрос веры»), а также двадцатиминутный фильм о съёмках «Calvary: Behind the Scenes». Обозреватель Джеффри Кауфман поставил данному изданию оценку 4.5/5. А постоянный рецензент сайта Blu-ray.com Брайан Орндорф, ныне автор более 1500 отзывов, поставил самому фильму оценку 8/10.
Немецкая компания Ascot Elite Entertainment Group выпустила Blu-ray 24 марта 2015 года.
Согласно The Numbers, на сентябрь 2019 года в США и Канаде продажи DVD составляют $9553, Blu-ray — $368 120. На Amazon издания получили хорошие отзывы, имея среднюю пользовательскую оценку 4/5.

## Приём
| Профессиональные рейтинги | Профессиональные рейтинги                                                |
| Издание                   | Оценка                                                                   |
| ------------------------- | ------------------------------------------------------------------------ |
| AllMovie                  | 4 из 5 звёзд · 4 из 5 звёзд · 4 из 5 звёзд · 4 из 5 звёзд · 4 из 5 звёзд |
| Rotten tomatoes           | / 90%                                                                    |
| Metacritic                | 77%                                                                      |

### Первичные отзывы кинокритиков
Первые отзывы о Calvary — от кинокритиков, присутствовавших на показе фильма в Парк-Сити (во время 30-го кинофестиваля Сандэнс), были положительными. Внештатный рецензент британской газеты The Guardian Ксан Брукс назвал ленту «потрясающей» и заявил, что «как и „Однажды в Ирландии“, она может похвастаться отчётливым ощущением присутствия и глубокой любовью к языку». Обозреватель американского журнала The Hollywood Reporter Дэвид Руни написал, что «этот фильм многослоен — славные комедийные и медитативные моменты в высшей степени переплетены со вспышками поразительной агрессии и жестокости», а также высоко оценил работу актёрского состава и съёмочной группы, в частности, определил музыку как «душевную, квази-священную». Кинокритик американского издания Variety Джастин Чанг похвалил «технически безукоризненную работу Макдонаха и его команды» и положительно отозвался о работе ведущего актёра картины, сказав, что «в этой роли невозможно представить себе кого-то, кроме Глисона». Кэтрин Килкенни из IndieWire (США) сравнила «Голгофу» с «Дневником сельского священника» Робера Брессона и отдельно отметила, что музыка Патрика Кэссиди имитирует церковную акустику, а кинематография Ларри Смита добавляет живописности морскому берегу и скалам Слайго, визуальная поэзия которых играет против цинизма жителей; Criticwire Grade: B+. Мишель Оранж с австралийского телеканала SBS World Movies поставила фильму 4 звезды из 5. Рич Клайн с сайта Contactmusic.com поставил фильму 4 звезды из пяти.
Доннчад Тьернан в своём отзыве в киножурнале Film Ireland по случаю ирландской премьеры указал, что фильм демонстрирует любовь Макдонаха к Ирландии (о чём свидетельствуют величественные пейзажные съёмки), равно как и его презрение к среднему менеджменту, озлобленности и самосуду, а третий акт фильма пронизан такой критикой общества Ирландии, что Calvary и The Guard вместе взятые — это, возможно, magnum opus режиссёра. Руаири Мур в том же издании спустя два месяца отметил схожесть изображённой в фильме деревни Слайго с Библейским городом Содомом, а обращение священника с местными жителями сравнил с уходом за стадом чёрных овец.
Старт проката Calvary в Великобритании ознаменовался почти единодушным признанием фильма критиками. Репортёр журнала Empire Ким Ньюман поставил тандем Макдонах / Глисон в один ряд с Форд / Уэйн, Феллини / Мастроянни и Скорсезе / Де Ниро. Журнал Time Out поставил фильму 4 звезды из 5. Корреспондент таблоида Daily Express Аллан Хантер описал фильм эпитетами «остроумный и задумчивый, нежный и тревожный, поэтический и колкий». Критик The Independent Лоуренс Фелэн высоко оценил сценарий постановки — «не терпящий клише, ищущий нюансы»; его коллега по изданию Джеффри Макнаб положительно отозвался о том факте, что «несмотря на весь свой вздорный чёрный юмор, Calvary остаётся искренней и волнующей драмой о религиозной вере и страхе смерти». В критичном отзыве лондонской газеты-ежедневника Evening Standard было отмечено, что фильм «падает между жанрами: не совсем триллер или комедия или духовное завещание, а причудливый коктейль из всех трёх».
На руинах церкви — в самом буквальном смысле — Макдонах говорит о судьбе не столько религии, сколько гуманизма вообще, находя тысячи оснований для скепсиса, но и единицы, позволяющие сохранить надежду.
Не менее дружное признание лента снискала у российских кинокритиков. Обозреватель ресурса «РБК Стиль» Марина Латышева с похвалой отозвалась о режиссёрском мастерстве Джона Майкла Макдонаха: «То, что в других руках могло бы обернуться пошлым пафосом, в „Голгофе“ превращается в трагедию, способную пронять и скептика». По словам киноведа газеты «Коммерсант» Лидии Масловой, «„Голгофа“ — фильм более печальный, чем „Однажды в Ирландии“, но внутренняя суть режиссёрского высказывания и главный риторический приём те же самые: когда из максимально нагнетаемого ощущения богооставленности возникает что-то вроде физически ощутимого божественного присутствия». Автор информационного агентства «Интерфакс» Артём Ушан в обзоре картины написал, что «пребывание режиссёра на грани, где-то между философской драмой и циничной комедией, делает „Голгофу“ если и не великим, то уж точно выдающимся представителем трагикомичного жанра».
Прокат в США также сопровождался положительными отзывами. Кинокритик Гленн Кенни на сайте RogerEbert.com отметил, что «структурирование Макдонаха необычно: почти все сцены представляют собой то, что в театре называется „two-handers“, то есть взаимодействие только между двумя персонажами». В статье Энтони Лейна в журнале The New Yorker особой похвалы удостоилась игра Брендана Глисона и завязка истории. В американском консервативном религиозном журнале First Things также был опубликован обзор на фильм.
По мнению Джейсона Бьюкенена с сайта AllMovie, «Голгофа» — более зрелая и вызывающая работа Макдонаха, чем «Однажды в Ирландии».
| Пользовательские рейтинги | Пользовательские рейтинги |
| Издание                   | Оценка |
| ------------------------- | --- |
| AllMovie                  | 4 из 5 звёзд · 4 из 5 звёзд · 4 из 5 звёзд · 4 из 5 звёзд · 4 из 5 звёзд |
| MovieMeter                | 3,43 из 5 звёзд · 3,43 из 5 звёзд · 3,43 из 5 звёзд · 3,43 из 5 звёзд · 3,43 из 5 звёзд |
| КиноПоиск                 | 7,668 из 10 звёзд · 7,668 из 10 звёзд · 7,668 из 10 звёзд · 7,668 из 10 звёзд · 7,668 из 10 звёзд · 7,668 из 10 звёзд · 7,668 из 10 звёзд · 7,668 из 10 звёзд · 7,668 из 10 звёзд · 7,668 из 10 звёзд |
| IMDb                      | 7,4 из 10 звёзд · 7,4 из 10 звёзд · 7,4 из 10 звёзд · 7,4 из 10 звёзд · 7,4 из 10 звёзд · 7,4 из 10 звёзд · 7,4 из 10 звёзд · 7,4 из 10 звёзд · 7,4 из 10 звёзд · 7,4 из 10 звёзд                     |
| FilmAffinity              | 6,7 из 10 звёзд · 6,7 из 10 звёзд · 6,7 из 10 звёзд · 6,7 из 10 звёзд · 6,7 из 10 звёзд · 6,7 из 10 звёзд · 6,7 из 10 звёзд · 6,7 из 10 звёзд · 6,7 из 10 звёзд · 6,7 из 10 звёзд                     |
| Rotten tomatoes           | / 80% |
| Metacritic                | 7,5 из 10 звёзд · 7,5 из 10 звёзд · 7,5 из 10 звёзд · 7,5 из 10 звёзд · 7,5 из 10 звёзд · 7,5 из 10 звёзд · 7,5 из 10 звёзд · 7,5 из 10 звёзд · 7,5 из 10 звёзд · 7,5 из 10 звёзд                     |
| ČSFD                      | 74% |

### Место в рейтингах за год, метакритика и признание зрителей
Ассоциация онлайн-кинокритиков Бостона поставила «Голгофу» на восьмое месте в списке 10 лучших фильмов 2014 года, отметив также наградами Брендана Глисона за лучшую роль года и Майкла Макдонаха за лучший сценарий.
В различных религиозных изданиях «Голгофа» также была признана одним из лучших фильмов 2014 года:
- Экуменическое жюри «Arts & Faith», отобрав из шестидесяти претендентов десятку лучших, удостоило фильм 5-го места[125];
- Джонатан Дорст из «The Chorus In The Chaos — Relevant and Reformed» поставил фильм на 7-е место[126];
- Крейг Детвейлер[англ.] в своём блоге «Doc Hollywood» поставил фильм на 9-е место[127];
- Пол Асей, автор «Watching God», включил фильм в десятку лучших за год[128].

На сайте Metacritic фильм имеет рейтинг 77/100 на основе 42 в целом благоприятных отзывов критиков, а пользовательский рейтинг при этом составляет 7.4/10; также на данном сайте «Голгофа» занимает 80-е место в списке лучших картин 2014 года и 36-е место среди релизов Fox Searchlight Pictures.
По данным Metacricic, «Голгофа» попала в 18 списков десяти лучших фильмов за 2014 год по мнению отдельных кинокритиков, в том числе в двух списках заняла первое место (Питер Дебрюдж из Variety, Роб Хантер из Film School Rejects) и ещё в двух — второе (J. R. Jones из газеты Chicago Reader, Betsy Sharkey из Los Angeles Times), в итоге занимая 27-е место в обобщающем рейтинге. Ирландский журнал Film Ireland включил Голгофу в список пяти лучших ирландских фильмов 2014 года.
На сайте Rotten Tomatoes фильм имеет рейтинг 89 % и среднюю оценку 7.65/10, основанные на 168 рецензиях профессиональных критиков — 150 «свежих» и 18 «гнилых»; при этом пользовательский рейтинг составляет 80 %, а средняя оценка равна 3.88/5; также на этом сайте «Голгофа» занимает 62-е место в топе 100 лучших фильмов 2014 года и 24-е место в списке лучших релизов компании Fox Searchlight.
Фильм, получив множество положительных отзывов и включённый в различные кинематографические рейтинги, входил за счёт этого в список 1000 лучших фильмов XXI века по версии сайта «They Shoot Pictures, Don’t They?», который обобщает различные составленные кинематографистами и кинокритиками списки лучших фильмов, в 2015—2017 (позиции № 835, 924, 940 соответственно), но уже не входил в 2018—2019 годах.
По состоянию на 17 октября 2019 года «Голгофа» занимает 17-е место в двадцатке лучших фильмов 2013 года по версии пользователей КиноПоиска (имеется в виду год производства, а не премьеры), имея рейтинг 7.680/10 на основе проверенных оценок, а также занимает 467-е место с списке 500 фильмов с лучшим рейтингом рецензий, имея рейтинг 91,2 % на основе 136 отзывов.
На сайте IMDb средневзвешенная оценка пользователей (на основе более 54 тысяч голосов) равна 7.4/10, при этом самая частая оценка — 8/10.
Средняя пользовательская оценка на сайте AllMovie совпадает с мнением рецензента и равна 4/5.

## Влияние
В августе 2015 года в Маленьком музее Дублина открылась выставка «Movies: Costume in Irish Cinema 1987—2015», где был представлен различный реквизит со съёмок ирландских фильмов, включая зелёное пальто, которое в фильме «Голгофа» носила Келли Райлли в образе Фионы Лавелль. Джон Лайнхэн, журналист из Image и один из организаторов этой выставки, признавался: «Этот фильм действительно срезонировал со мной и нашёл отклик во мне. Когда я увидел это пальто и увидел этот образ, это прямо-таки осталось со мной».

### Комментарии
1. ↑  В русском прокатном переводе вместо евангельского (в славянском и русском переводах) слова «разбойников» употреблено слово «воров».
2. ↑  Мужчина-проститут Лео произносит фразу «Whadda ya hear, whadda ya say, Father?» (в русском дубляже — «Эгей, отче! Как делишки, как детишки?»), являющуюся известной цитатой персонажа Джерри Коннолли из фильма Майкла Кёртиса «Ангелы с грязными лицами» 1938 года, по сюжету которого священник пытается удержать гангстера от сомнительного влияния на подростков[8][9].
3. ↑  Главный герой фильма Вуди Аллена «Зелиг» 1983 года тоже сожалеет, что умрёт, не дочитав «Моби Дика»[8].
4. ↑  Этот ребёнок, желающий помочь отцу Джеймсу, помог и сержанту Джерри Бойлу (Брендану Глисону) в фильме «Однажды в Ирландии» (2011)[9].
5. ↑  Всего в программе участвовали 19 фильмов.

### Интервью
1. 1 2 3 4  Colin Crummy. Interview: Calvary Director John Michael McDonagh (англ.). Esquire (11 апреля 2014). Архивировано 14 июля 2014 года.
Колин Крамми, редакция портала «Православие и мир», Алёна Гаспарян (перевод). Режиссер «Голгофы»: Ненавижу маленькие жемчужины. pravmir.ru. Православие и мир (28 июля 2014). Дата обращения: 22 апреля 2019. Архивировано 21 апреля 2019 года.
2. ↑  Jessica Kiang. Interview: John Michael McDonagh Talks The Anger And Anarchy Of ‘Calvary’ And Beyond. The Playlist (31 июля 2014). Дата обращения: 13 сентября 2019.
3. 1 2  Tim Ryan. Calvary's Brendan Gleeson: The RT Interview (англ.). Rotten Tomatoes (11 августа 2014). Дата обращения: 22 апреля 2019. Архивировано 22 апреля 2019 года.
4. ↑  Jason Di Rosso. Director John Michael McDonagh discusses Calvary and Catholicism. Australian Broadcasting Corporation (4 июля 2014). Дата обращения: 20 сентября 2019.
5. ↑  STEVEN, Lorna Buttimer. Interview: Brendan Gleeson and John Michael McDonagh, ‘Calvary’ (англ.). Film Ireland[англ.] (11 апреля 2014). Дата обращения: 20 сентября 2019. Архивировано из оригинала 20 сентября 2019 года.
6. ↑  Samuel Wigley. Soutane impact: Brendan Gleeson and John Michael McDonagh on Calvary. BFI (25 апреля 2011). Дата обращения: 14 сентября 2019. Архивировано 27 июня 2019 года.
7. ↑  STEVEN, Darragh John McCabe. Interview: Patrick Cassidy (англ.). Film Ireland[англ.] (1 августа 2014). Дата обращения: 20 сентября 2019. Архивировано из оригинала 20 сентября 2019 года.
8. ↑  STEVEN. Q&A with John Michael McDonagh, director of ‘Calvary’ (англ.). Film Ireland[англ.] (8 августа 2014). Дата обращения: 10 октября 2019. Архивировано из оригинала 20 сентября 2019 года.

- Killian Fox. Brendan Gleeson: 'My sons all roared: "Dad's going to be Mad-Eye Moody. Wa-hey!"' (англ.). The Guardian (14 августа 2011). Дата обращения: 17 октября 2019.
- Ben Kenber. Exclusive Interview With John Michael McDonagh On Calvary. We Got This Covered (2014). Дата обращения: 17 октября 2019., Part 2 (англ.)
- 2014 Sydney Film Festival: Calvary - Interview (англ.). Special Broadcasting Service[англ.] (11 июня 2014). Дата обращения: 17 октября 2019.
- David R. Henson. On Calvary and the Absorption of Pain: A Discussion with Brendan Gleeson and John Michael McDonagh (англ.). Patheos.com[англ.]. The Progressive Christian[англ.] (30 июля 2014). Дата обращения: 17 октября 2019.
- J. Ryan Parker. A Match Made in Heaven…Even If It Looks Like Hell (англ.). Patheos.com[англ.]. The Progressive Christian[англ.] / Pop Theology (5 августа 2014). Дата обращения: 17 октября 2019.
- David Poland. DP/30: Calvary, John Michael McDonagh & Brendan Gleeson на YouTube. DP/30: The Oral History Of Hollywood (5 августа 2014) (англ.)